# 金敬姫

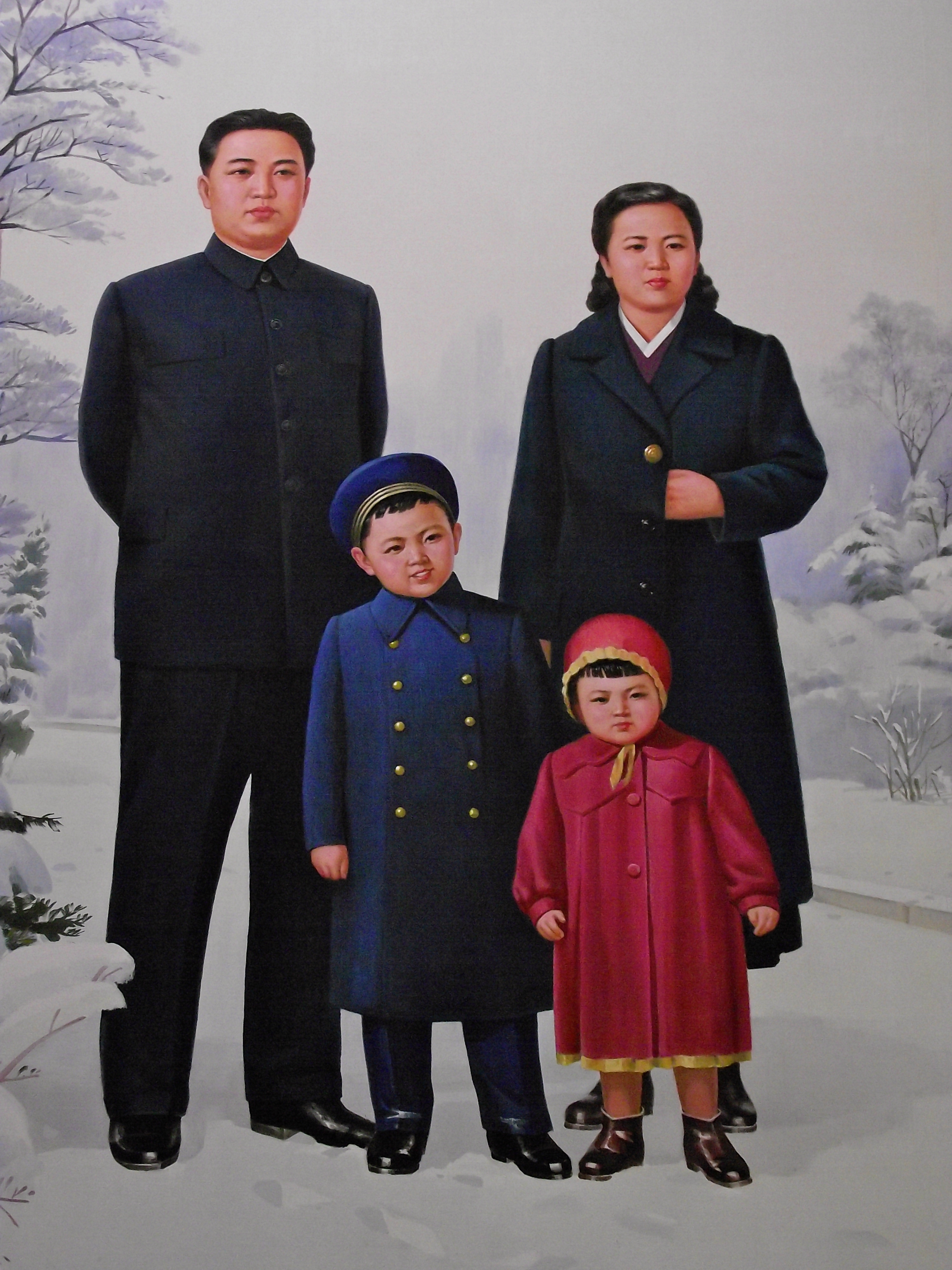
金敬姫（母金正淑、父金日成、兄金正日との肖像画）

金 敬姫（朝鮮中央通信による公式報道では金慶喜、キム・ギョンヒ、김경희、1946年5月30日 - ）は、朝鮮民主主義人民共和国（北朝鮮）の政治家。元朝鮮労働党中央委員会政治局員、元同党中央委員会書記局書記。確認されている最終軍歴は朝鮮人民軍大将。北朝鮮を建国した金日成の娘であり、第2代最高指導者の金正日の妹。第3代最高指導者の金正恩の叔母にあたる。

## 経歴
金日成と金正淑の間に生まれる。金正日の同母妹。出生名は「敬子（경자）」、朝鮮独立後「敬姬（경희）」に改める。次兄の金万一が夭折したこともあってか、兄の正日からは溺愛されたといわれている。朝鮮戦争中は、正日とともに疎開先の中国吉林省の学校に通学した。
夫の張成沢とは、金日成総合大学で共に経済学を学んだ事から知り合った。一時期、父の日成は張の出身成分が低いことから二人の交際に反対し、張は敬姫から遠ざけられたが、正日の取り成しなどで結婚した。
1987年に朝鮮労働党軽工業部長に就任し、1990年以降は最高人民会議の代議員に選出されている。1995年10月に北朝鮮の公式報道に党中央委部長の肩書で登場して以降動静が伝えられなかったが、2009年6月8日に朝鮮中央放送などが、金正日の平壌音楽大学への視察に、夫と共に同行したことを伝え、約13年ぶりに姿を現した。
2000年代後半から健康状態が悪化した金正日の後継として、金正恩の名前が取り沙汰されるなか、2010年9月21日には韓国メディアが敬姫を、正日の後継者候補として最有力であると報じた。その後9月28日に、正日は正恩と敬姫に朝鮮人民軍大将の称号を授けた。同日に開催された第3回党代表者会議で敬姫は、中央委員に選出され、直後の中央委員会総会で政治局員に選出された。
2012年4月11日に開催された第4回党代表者会議では、中央委員会書記局書記に選出された。

### 夫・張成沢の処刑と失脚説
敬姫は、2013年9月以降再び動静が途絶えた。同年12月3日に夫の張が逮捕、12日に死刑判決を受け、即日処刑されたことから、敬姫自身についても失脚説や死亡説が長く流れることとなった。
張の処刑直後から「権力闘争の過程で力を失いつつある」という見方が登場したが、張の失脚後に死亡した金国泰の国葬の葬儀委員に、敬姫は高い序列で名を連ねており、政治的地位を保持していることが確認された。また同月14日、朝鮮中央放送による金正日追悼大会争議委員の序列は6位であった。しかし、同月17日の金日成追悼大会の生中継にその姿が映ることはなかった。
2014年1月6日付の『朝鮮日報』は、韓国政府消息筋の話として、張の処刑後に自殺若しくは心臓麻痺により死去した可能性があると報じた。また、後の北朝鮮消息筋の情報では、張の処刑後に出国しスイスやポーランドに滞在ともされた。2月16日に行われた金正日の72回目の誕生日行事（光明星節）には姿を見せなかった。
2014年3月11日に発表された第13期最高人民会議代議員選挙の当選者名簿では、同姓同名の人物の存在から、前回選挙では2名分掲載されていた「金敬姫」の名前が1名分しか載せられなかったため、削除された方こそが敬姫であり、彼女が代議員に再選されず引退若しくは失脚したと分析され、同年4月9日に開催された第13期最高人民会議第1回会議でも、最高幹部が居並ぶ雛壇に登場しなかった。その後、2016年1月17日の朝鮮中央テレビで、もう一方の金敬姫の姿が代議員として映し出されたことで、敬姫が2014年の選挙で再選されていなかったことが確定した。
また、2014年2月以降に放送された朝鮮中央テレビの記録映像からも、編集により敬姫が映っていた映像が削除されていたため、引退若しくは失脚がより確実視されたが、同年4月29日の朝鮮中央テレビにおいて、再び敬姫の姿が映った記録映像が放映されたことで、彼女に関する分析は分かれた。
2014年11月に報道された脱北者・金恒光の話によれば、夫である張の処刑の5日後である2013年12月17日、自宅で服毒自殺を図っているところを発見され、病院に搬送されたが死亡したとされた。遺書には金正恩を罵倒する言葉が並び立てられていたため、葬儀や報道が行われなかったとのことであった。
2015年5月にCNNで報道された、北朝鮮の元高官の証言によると、正恩が2014年5月に敬姫の毒殺を命じたとしたが、デイリーNKの平壌内部情報筋と大韓民国国家情報院は毒殺説を否定した。同情報筋によると、敬姫は存命であるが、張の処刑によるショックでアルコール依存症が悪化し、神経が衰弱していて、かつ治療でモルヒネを大量に使うため、精神的に不安定だという。
2016年5月に開催された朝鮮労働党第7次大会では、党中央委員会政治局、書記局に代わって新設された政務局のいずれの名簿にも名前は掲載されなかった。
2020年1月25日の朝鮮中央通信により、三池淵劇場で行われた旧正月記念公演を金正恩・李雪主夫妻や金与正らと共に観覧したことが報じられ、約6年半ぶりに動静が伝えられた。座席序列は中央の金正恩・李雪主夫妻、その右隣の崔竜海に続く夫妻の左隣であり、与正の右隣の位置であった事から、依然として高い序列を維持していることが確認された。

## 人物
夫の張成沢とは長年別居状態にあったとされるが、金正恩の指示により、彼が処刑される直前に離婚したとの報道もある。
長年アルコール依存症に陥っているとされたほか、2013年8月より深刻な認知症を患っており、人の見分けができない状態とも言われていた。また、夫が処刑されたショックで心臓発作を起こし危篤状態となり、治療のため海外に出国したという情報もあった。

## 家族
- 張成沢 - 夫。（1946年 - 2013年）。2013年12月に党籍剥奪、全勲章を取り消された上で死刑判決を受け即時執行。敬姫とは長い間別居していたとの報道がある。
- 長女：張琴松（1977年 - 2006年）。フランス留学中、飲酒後の睡眠薬の過剰摂取により死亡。